# Walery Sławek
Walery Jan Sławek (Strużyna, 2 de noviembre de 1879–Varsovia, 2 de abril de 1939) fue un político polaco, primer ministro de la Segunda República en tres ocasiones durante el periodo de entreguerras.

## Biografía

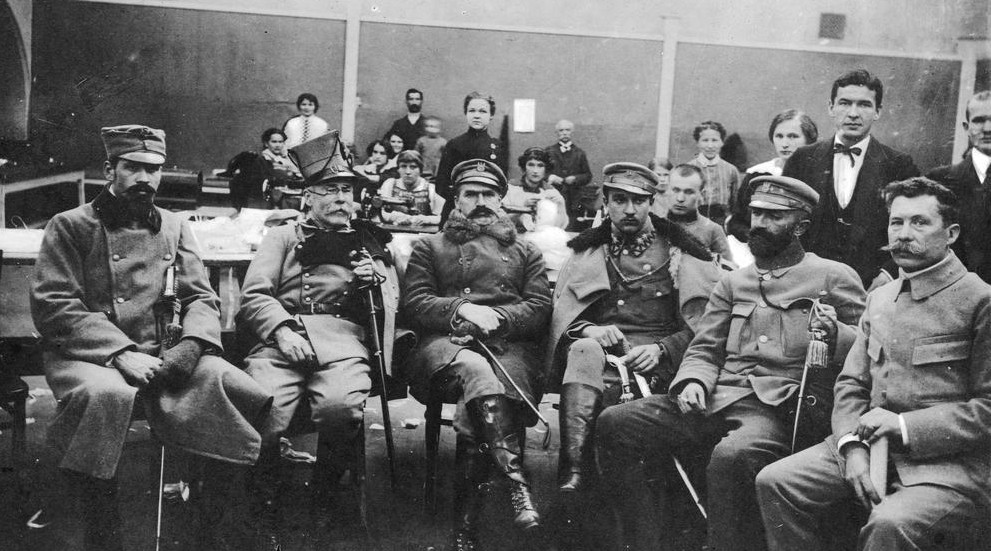
Sławek, 2.º por la derecha, junto a Piłsudski (centro), en diciembre de 1914.

Nacido el 2 de noviembre de 1879 en la localidad podoliana de Strużyna, ingresó en el Partido Socialista Polaco en el año 1900.
Amigo de Józef Piłsudski, ocupó el cargo de primer ministro entre el 29 de marzo y el 23 de agosto de 1930, entre el 5 de diciembre de 1930 y el 26 de mayo de 1931 y entre el 28 de marzo y el 12 de octubre de 1935.
Se suicidó en Varsovia el 2 de abril de 1939.